# Bruce Curry
Bruce Curry (* 29. März 1956 in Marlin, Texas, Vereinigte Staaten) ist ein ehemaliger US-amerikanischer Boxer. Von 1983 bis 1984 trug er im Halbweltergewicht den Weltmeisterschaftstitel des World Boxing Council.